# Politik i Tibet

Tibets läge i Kina

Den politiska makten i Tibet utövas officiellt av den autonoma regionen Tibets folkregering, som leds av den regionala folkkongressen och ordföranden i regionen. Dessutom finns det en regional politiskt rådgivande konferens, som motsvarar Kinesiska folkets politiskt rådgivande konferens och främst har ceremoniella funktioner. 
1955 upprättades den "förberedande kommittén för den autonoma regionen Tibet" och Den autonoma regionen Tibet skapades officiellt 1965. Kulturrevolutionen (1966–1976) förstörde både den regionala folkregeringen och den regionala avdelningen avkommunistpartiet, vilka ersattes för en tid av en "revolutionär kommitté". Det politiska systemet var inte helt återuppbyggt förrän början på 1980-talet.
Enligt Folkrepubliken Kinas konstitution från 1982 är Tibet en autonom region i vilken den tibetanska folkgruppen åtnjuter långtgående autonomi även om konstitutionen utesluter möjligheten till självständighet. I regel hämtas den autonoma regionens överhuvud, "ordföranden", alltid ur den tibetanska folkgruppen, liksom andra viktiga civila ämbeten i regionen. Regionens ordförande är sedan 2021 Yan Jinhai.
I praktiken utövar dock partisekreteraren i den regionala avdelningen av Kinas kommunistiska parti ett stort inflytande över politiken i regionen och denne har med undantag för Wu Jinghua alltid varit hankines. Sedan 2021 innehas den posten av Wang Junzheng.
Dessutom utformas Tibetpolitiken centralt i Peking av en samordningsgrupp som lyder under centrala avdelningen för enhetsfronten och som utgörs uteslutande av hankineser. 2008 bestod den av Jia Qinglin, Ma Kai, Meng Jianzhu, Du Qinglin, Zhang Qingli, Ye Xiaowen, Xie Xuren och Wu Shuangzhan. Det är inte känt vilka som för närvarande sitter i samordningsgruppen, men bedömare anser att gruppen leds Wang Huning på grund av hans ställning inom stat och parti.

## Partisekreterare i Tibet
1. Zhang Guohua (1950.01–1951.06)
2. Fan Ming (1951.06–1951.12)
3. Zhang Jingwu (1952.03–1965.08)
4. Zhang Guohua (1965.09–t.o.m. början på Kulturrevolutionen)
5. Ren Rong (1971.08–1980.03)
6. Yin Fatang (1980.03–1985.06)
7. Wu Jinghua (1985.06–1988.12)
8. Hu Jintao (1988.12–1992.11)
9. Chen Kuiyuan (1992.11–2000.09)
10. Guo Jinlong (2000.09–2004.12)
11. Yang Chuantang (2004.12–2005.11)
12. Zhang Qingli (tillförordnad 2005.11–2006.05)
13. Zhang Qingli (2006.05–2011.08)
14. Chen Quanguo (2011.08-2016.08)
15. Wu Yingjie (2016.08-2021.10)
16. Wang Junzheng (2021.10-)

## Ordförande i den autonoma regionen Tibet
1. Tenzin Gyatso (Ordförande i den "Förberedande kommittén", 1956.04–1959.03)
2. Chökyi Gyaltsen (Ordförande i den "Förberedande kommittén", 1959.03–1964.12)
3. Ngabö Ngawang Jigme (Ordförande i den "Förberedande kommittén", 1964.12– t.o.m. början på Kulturrevolutionen)
4. Zeng Yongya (Ordförande i den revolutionära kommittén, 1968.09–1970.11)
5. Ren Rong (1970.11–1979.08)
6. Sangye Yeshi (1979.08–1981.04)
7. Ngabö Ngawang Jigme (1981.04–1983.05)
8. Dorje Tseten (1983.05–1985.12)
9. Dorje Tsering (1985.12–1986.05, tillförordnad)
10. Dorje Tsering (1986.05–1990.05)
11. Gyaincain Norbu (1990.05–1998.05)
12. Lekchog (1998.05–2003.05)
13. Jampa Phuntsok (2003.05–2010.01)
14. Padma Thrinley (2010.01-2013.01 )
15. Losang Jamcan (2013.01-2017.01)
16. Che Dalha (2017.01-2021.10)
17. Yan Jinhai (2021.10-)

## Ordförande i folkkongressens ständiga utskott
1. Ngabö Ngawang Jigme (1979–1981)
2. Yang Dongsheng (1981–1983)
3. Ngabö Ngawang Jigme (1983–1993)
4. Ragdi (1993–2003)
5. Lekchog (2003–2010)
6. Jampa Phuntsok (2010–2013)
7. Padma Thrinley (2013–2017)
8. Losang Jamcan (2017-)